# Доропійовичі
Доропійовичі (біл. Дарапеевічы) — село в Білорусі, у Малоритському районі Берестейської області. Орган місцевого самоврядування — Чорнянська сільська рада.

## Географія
Розташоване за 15 км від білорусько-українського державного кордону.

## Історія
У 1917—1919 роках у селі діяла українська початкова школа, вчителькою була В. Михайловська. 1926 року мешканці села безуспішно зверталися до польської влади з вимогою відкрити в Доропійовичах українську школу.

## Населення
За переписом населення Білорусі 2009 року чисельність населення села становила 370 осіб.

## Галерея

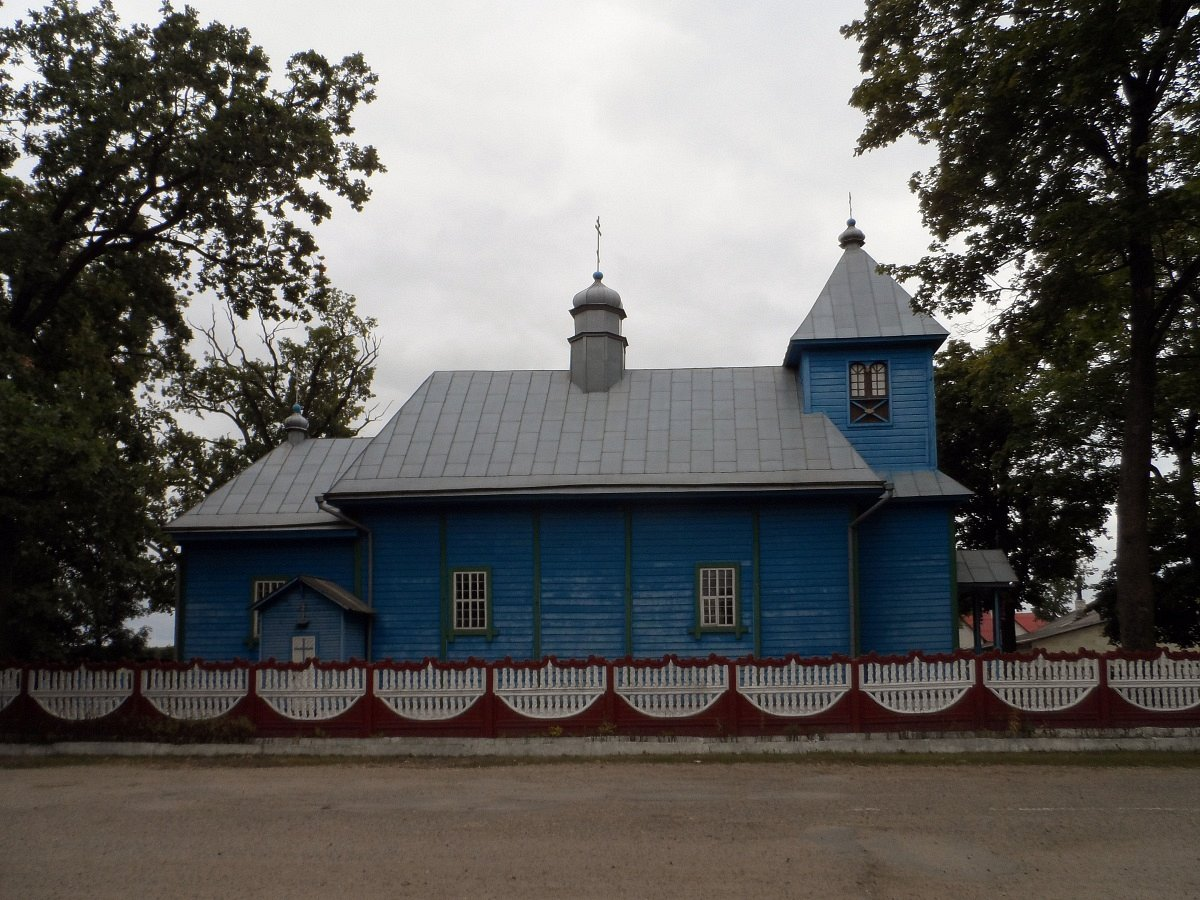
Церква Різдва Богородиці
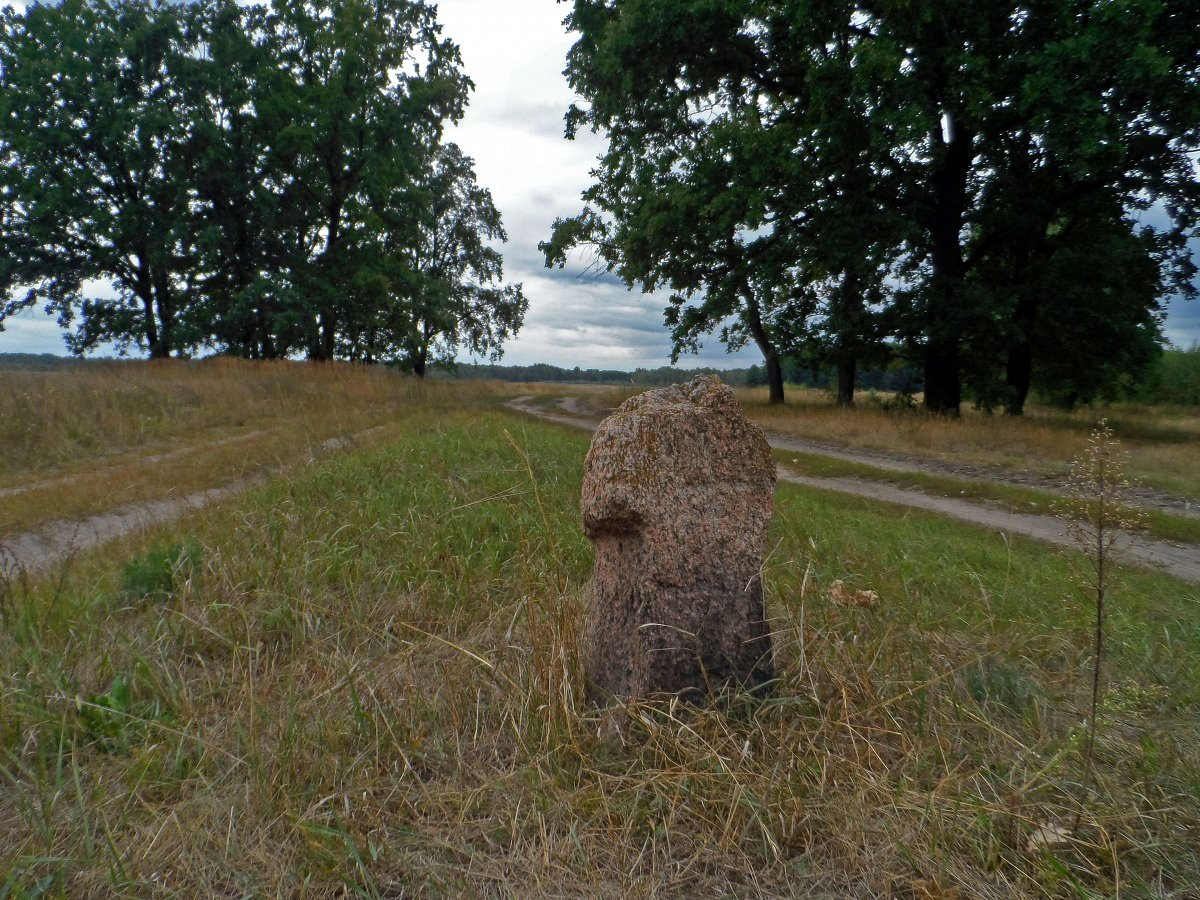
Кам'яний хрест